# Babina rijeka (Bosna)
Babina rijeka (Babišnica) je desna pritoka rijeke Bosne u zeničkoj kotlini dužine 17.600 metara. To je planinska rijeka s velikim padom uz više pitkih izvora i studenaca. Poznata je po mnogobrojnim vodenicama i omiljenom izletištu u naselju Babino. Bogata je ribom, iako je teško naći primjerak iznad jednog kilograma. Najčešće ribe su potočne pastrve, klen i mren.
Na strani prema selu Sviće je 3 km dug potok Bili potok, u čijem je srednjem dijelu moguća lokacija srednjovjekovnog grada-tvrđave Vrh Bilica.